# Ясеница-Росельна (гмина)
Ясеница-Росельна (пол. Jasienica Rosielna) — сельская гмина (волость) в Польше, входит как административная единица в Бжозувский повет, Подкарпатское воеводство. Население — 7330 человек (на 2004 год).

## Демография
| Перепись                       | Всего   | Всего | Женщины | Женщины | Мужчины | Мужчины |
| ------------------------------ | ------- | ----- | ------- | ------- | ------- | ------- |
| Единицы                        | человек | %     | человек | %       | человек | %       |
| Население                      | 7330    | 100   | 3747    | 51,1    | 3583    | 48,9    |
| Плотность населения (чел./км²) | 127,4   | 127,4 | 65,1    | 65,1    | 62,3    | 62,3    |

## Соседние гмины
1. Гмина Бжозув
2. Гмина Домарадз
3. Гмина Хачув
4. Гмина Корчина